# Adiadococinésie
 (mai 2012).
Si vous disposez d'ouvrages ou d'articles de référence ou si vous connaissez des sites web de qualité traitant du thème abordé ici, merci de compléter l'article en donnant les références utiles à sa vérifiabilité et en les liant à la section « Notes et références ».
On parle d'adiadococinésie lorsqu'une personne présente des difficultés à l'exécution rapide de mouvements alternatifs.
L'épreuve des « marionnettes » permet de mettre ce signe en évidence : les deux mains en l'air, le sujet fait la chorégraphie de la célèbre comptine, c’est-à-dire un mouvement alternatif de retournement des mains le plus rapidement possible.
Ce signe montre un trouble de la coordination des mouvements retrouvé dans le syndrome cérébelleux.
On peut aussi parler d'audiodococinésie pour des troubles acquis du langage (par exemple après accident vasculaire cérébral), lorsqu'il y a difficulté à exécuter rapidement des mouvements articulatoires différents, c'est-à-dire à changer rapidement de point d'articulation.
On retrouve ce symptôme dans les dysarthries.
Un moyen de le mettre en évidence est de faire prononcer rapidement des enchaînements de type : « pataka pataka pataka… ».